# Vilém Gabler
Vilém Gabler, též Wilhelm Gabler (14. března 1821 Stráž pod Ralskem – 27. února 1897 Královské Vinohrady), byl český pedagog, novinář, dramatik a politik staročeské strany, dlouholetý ředitel vyšší dívčí školy v Praze, poslanec Českého zemského sněmu a Říšské rady.

## Život
Narodil se ve Vartemberku (dnes Stráž pod Ralskem) v německy mluvící rodině. V letech 1833-1837 vystudoval gymnázium v Mladé Boleslavi, kde se naučil česky. Krátce působil jako vychovatel v rodině knížete Rohana. Od roku 1838 pokračoval studiem na pražské filozofické fakultě. Zde roku 1843 získal titul doktora filozofie. V Praze se spřátelil s Karlem Havlíčkem Borovským. Po dvacet let po získání vysokoškolského titulu působil s přestávkami jako soukromý vychovatel v bohatých rodinách v různých zemích. Roku 1846 podnikl studijní cestu do Francie, aby se seznámil s tamním školstvím a historickými prameny. Po návratu se stal vychovatelem u knížete Jana z Lobkovic. V letech 1846–50 byl redaktorem německého deníku Union.
V revolučním roce 1848 sestavil jako jeden ze tří vybraných editorů petici Svatováclavského výboru císaři. Psal také do České včely a do Národních novin, ale spolupráci ukončil v červnu 1849 pro politické neshody s šéfredaktorem Karlem Havlíčkem. Společně s J.Čejkou, K.J.Erbenem a V. B. Nebeským se pod vedením Františka Palackého pokoušeli vydat encyklopedii, ale vláda její publikaci nepovolila. V roce 1852 odjel do Srbska, kde byl dva roky v Bělehradě vychovatelem knížete Petra Karađorđeviće, odkud byl za sílícího rakousko-srbského politického napětí roku 1854 propuštěn. Odjel do Vídně, kde studoval na Vídeňské univerzitě. Odtud jako dopisovatel posílal příspěvky do řady českých novin a časopisů – Ost und West, Památky archeologické, Politik, Pokrok, Osvěta nebo Hlas národa.
Roku 1863 mu pražská městská rada nabídla místo prvního ředitele nově zřizované Vyšší dívčí školy v Praze. Nejprve podnikl tříměsíční studijní cestu do Švýcarska a Německa. Po návratu vypracoval organizační statut a 1. října 1863 slavnostně zahajoval výuku. Ve funkci zůstal do roku 1896, kdy na vlastní žádost odešel do důchodu. Podle jiného zdroje vedl školu až do roku 1897.
Od roku 1871 byl členem Královské české společnosti nauk.
Byl aktivní i v politice. V roce 1877 (podle jiného zdroje roku 1876) nastoupil do Českého zemského sněmu a setrval v něm do roku 1881. Po volbách do Říšské rady roku 1879 získal i mandát v Říšské radě (celostátní zákonodárný sbor), kde reprezentoval kurii venkovských obcí, obvod Chrudim, Nasavrky, Hlinsko, Pardubice atd. Poslanecký slib složil 10. prosince 1880 a v parlamentu setrval do konce funkčního období, tedy do roku 1885. Byl přítelem Františka Ladislava Riegra a členem Národní (staročeské) strany.
Zemřel roku 1897 a byl pohřben na Olšanských hřbitovech.

## Rodina
Oženil se s Annou (*1830), dcerou státního účetního kontrolora Karla Becka z Prahy. Měli jedinou dceru Annu (*1865-1895).

## Dílo
Gabler během života napsal množství článků do časopisů. Vedle již zmiňovaných to byl od roku 1867 Světozor, kam přispěl například reportáží z cesty do Brixenu k domku Karla Havlíčka, cestopisem ze Srbska, a životopisem Františka Alexandra Zacha. Publikoval také mluvnici francouzštiny a učebnici němčiny pro dívčí školu, kterou vedl. K dalším samostatným pracím patří:
- Ze života generála Zacha (1892)
- Svobodní zednáři francouzští a němečtí (1893)
- Časové úvahy o revoluci francouzské (1894)[7]

Byl rovněž spolupracovníkem Riegrova Slovníku naučného.

## Odkaz
- Ve své soukromé knihovně shromáždil několik tisíc knih, které odkázal Museu království českého.[3]
- Korespondence, rukopisy, tisky a výstřižky jsou uloženy v Gablerově osobním fondu v Památníku národního písmnictví v Praze[15].